# Ernest White
Ernest F. White (* 20. Juni 1901 in London/Ontario; † 21. September 1980 in Fairfield/Connecticut) war ein kanadischer Organist und Orgelbauer, Chorleiter und Musikpädagoge.

## Leben
White hatte Violinunterricht und studierte nach 1920 am Toronto Conservatory of Music bei Ernest MacMillan und Healey Willan. Er war Organist an der Howard Park Methodist Church und der Alhambra Ave United Church in Toronto, bevor er 1926 in New York Unterricht bei Lynnwood Farnam nahm. Nach einem vielbeachteten Auftritt bei der St Louis Organists’ Convention wurde er 1927 Organist und Chorleiter an der St. James Episcopal Church in Philadelphia. Bis 1937 wirkte er an der Trinity Church in Lenox, danach bis 1962 zunächst als Organist, später als Musikdirektor an der New Yorker Church of St. Mary the Virgin, wo zwei jährliche Orgelkonzertreihen zu seinen Aufgaben gehörten. Von 1963 bis 1970 war er Organist und Chorleiter an der Church of the Nativity in Indianapolis, dann an der St. Joan of Arc Church und ab 1973 an der St. George’s Church in Bridgeport.
Daneben arbeitete White als Verantwortlicher für die Intonation für die Orgelbaufirma M. P. Moller in Hagerstown (Maryland). In dieser Eigenschaft war er für den Entwurf und die Installation zahlreicher Orgeln in den USA und Kanada – u. a. in der New Yorker Church of St Mary the Virgin, der St George’s Episcopal Church und der Interchurch Center Chapel  verantwortlich. Auch die durch Gordon Jeffrey veranlasste Überführung der Orgel von St. Mary in die Aeolian Hall von London/Ontario fand unter seiner Leitung statt.
Als Musiklehrer wirkte White am Bard College der Columbia University und der New Yorker Pius X School of Litrgical Music (1935–1938), am Music Teachers’ College der University of Western Ontario (1948–1951), am Jordan College der Butler University und am Christian Theological Seminary in Indianapolis (1963–1971) sowie an der University of Bridgeport (1971–1973). Er gab in seiner Laufbahn mehr als 1000 Orgelkonzerte, wurde als Interpret früher und zeitgenössischer Orgelmusik bekannt und spielte eine Reihe von Aufnahmen ein, darunter Olivier Messiaens La Nativité du Seigneur.